# Osu!
osu! è un videogioco musicale freeware creato inizialmente per Microsoft Windows. È stato scritto usando C# implementando .NET Framework. Questo gioco è stato reso compatibile anche per macOS, iOS (dove al momento l'unica versione disponibile è osu!stream, mentre si può prendere parte alla open beta di osu!lazer tramite TestFlight di Apple), Android e Windows Phone. Su GitHub è scaricabile osu!lazer sia per Windows che per Android. Il gameplay è basato su titoli commerciali: Osu! Tatakae! Ouendan, Elite Beat Agents, Taiko no Tatsujin, O2Jam e DJMax.

## Modalità di gioco
Il gioco presenta diversi livelli chiamati beatmaps. In ogni beatmap una traccia musicale viene riprodotta e differenti elementi da colpire (chiamati "hit circles","sliders" e "spinners") appaiono nell'area di gioco. I giocatori devono usare un dispositivo di input per premere gli elementi in tempo con il ritmo della canzone per prendere punti. Mentre la tavoletta grafica è considerata il dispositivo più usato, combinazioni di mouse, Tablet PC, tavola grafica e tastiera possono essere utilizzate.

### Obiettivo
L'obiettivo principale del gioco è semplicemente colpire e completare più hit circles, sliders e spinners senza andare fuori tempo o mancarli del tutto, altrimenti la barra della vita scenderà fino a zero facendo finire la partita. I giocatori con più esperienza spesso perseguono un più specifico obiettivo, come migliorare il proprio punteggio o grado in una beatmap particolare, di solito provando a colpire più a tempo e cercando di colpire tutti gli elementi per aumentare il moltiplicatore combo.

## Entità del gioco

### Hit circle
Spesso dette anche ritmi, gli hit circles sono degli oggetti comuni su quasi tutte le mappe. Quando un hit circle appare, un anello, chiamato Approach circle, apparirà intorno all' Hit circle e inizierà a restringersi. Per ricevere punti dall'Hit circle, i giocatori dovranno posizionare il proprio cursore sopra quest'ultimo e cliccarlo usando il mouse, oppure la tastiera quando l'Approach circle raggiunge l'Hit circle.

### Slider
Gli slider sono rappresentati come due hit circles con una direzione e un punto, chiamato slider track, in mezzo. Come con gli hit circles, un approach circle appare all'inizio del slider track, e deve essere cliccato quando l'approach circle raggiunge il bordo. Al contrario del hit circles, comunque, prima che venga premuta la parte iniziale dello slider, una palla, chiamata slider ball, inizia a rotolare dentro allo slider track, e i giocatori devono continuare a tenere premuto il pulsante e seguire la slider ball fino a che non ha raggiunto la fine dello slider. A volte la fine dello slider ha una freccia, che significa che il giocatore deve seguire la slider ball al contrario fino al punto di partenza

### Spinner
Uno spinner è un cerchio grande che occupa la maggior parte dello spazio giocabile quando appare. Un anello come l'approach circle del hit circles e lo sliders apparirà e inizierà a stringersi fino al centro dello spinner. I giocatori devono tenere premuto il pulsante e muovere in senso circolare il cursore seguendo il cerchio dello spinner. Se i giocatori continuano a muovere il cursore in senso circolare, la barra del riempimento dello spinner alle estremità dello schermo inizia a riempirsi, e quando si è riempita, il giocatore riceverà una notifica sul fatto che lo spinner è completato. continuando a fare movimenti circolari dopo questo e finché l'anello non raggiunge il centro dello spinner si riceverà punti.

### Hit and Miss
Hit circles, sliders, e spinners hanno differenti criteri su come sono completati oppure essere mancati, e come si possono fare punti.
Cliccando il pulsante al giusto tempo mentre il cursore è sopra un'hit circle o all'inizio di uno slider, o completando uno slider si ricevono punti. Nel caso del hit circles, i punti guadagnati sono completamente dipendenti al tempo della pressione. Gli slider sono generalmente considerati più facili, e finché il giocatore non preme il pulsante troppo presto o troppo tardi, collezionando tutti gli slider tick, e continua a tenere premuto il pulsante e mettendo il cursore sopra la slider ball fino a che non raggiunge la fine, un numero massimo di punti sono guadagnati. I punti sono guadagnati da uno spinner sono dipendenti dal numero di giri effettuato. Ulteriori giri dopo che lo spinner è stato completato aumenteranno i punti. I colpi completati riempiranno la barra della vita di un po.
Nessun punto viene guadagnato quando un oggetto è mancato. Colpendo un hit circle troppo presto o troppo tardi, mancando anche a collezionare qualsiasi slider tick o finendo lo slider, o mancando a riempire il spinner gauge un ammontare adeguato risulterà in una mancanza che verrà aggiunta al punteggio del giocatore. Una miss, o perdendo uno slider tick, ridurrà la barra della vita.

### Punteggio
Un moltiplicatore combo è tenuto mentre viene riprodotta la canzone. Quando si segue correttamente un oggetto (premendo un hit circle, completando fine alla fine uno slider o uno slider tick, completando uno spinner, etc), il moltiplicatore aumenta di 1; quando si fallisce nel seguire un oggetto (mancando un hit circle, mancando uno slider end o uno slider tick, non riempiendo uno spinner di un ammontare adeguato, etc), il moltiplicatore viene resettato a 0. Il moltiplicatore viene moltiplicato da diversi fattori incluso la difficoltà della beatmap giocata e le "mod moltiplicatrici del moltiplicatore", le mod attivabili dal giocatore, che moltiplicano il punteggio di base delle pressioni per avere il punteggio finale. Per essere più precisi, la formula del punteggio di una pressione è:
Punteggio finale = Punteggio di base per la pressione * (1 + moltiplicatore combo * difficoltà * moltiplicatore mod / 25)

### Mod
Osu! ha diverse mod che possono modificare il gameplay. Queste mod sono categorizzate in questi gruppi:
- Riduzione difficoltà: Queste mod riducono la difficoltà (per esempio, abilitando il "No fail" il giocatore può giocare anche se la barra della vita raggiunge lo 0), ma riduce il moltiplicatore combo.
- Aumento difficoltà: Queste mod aumentano le difficoltà (per esempio, applicando la mod "Double Time", la canzone verrà riprodotta ad una velocità maggiore e di conseguenza gli oggetti appariranno più in fretta), per un aumento del moltiplicatore combo.
- Speciali: Queste mod sono le mod che non possono essere applicate ad altre categorie. Queste mod (a parte lo Speen-out) fanno sì che il punteggio sia 0 e non sia registrata dal sito.

## Modalità extra di gioco
Osu! ha tre modalità extra di gioco che sono accessibili nel primo riquadro in fondo alla selezione beatmap: osu!taiko, osu!catch (nome completo Catch the Beat, molte volte semplificato con l'acronimo ctb) e osu!mania. Queste modalità di gioco consentono un diverso stile di gameplay diverso dalla normale modalità.

### Taiko
La modalità Taiko è basata su Taiko no Tatsujin, un altro gioco musicale che consiste nel colpire il tamburo a tempo con la musica. La modalità taiko non richiede l'uso del cursore se non per scorrere la lista delle beatmap e il menu di pausa. Invece, solo il click è richiesto, che può essere effettuato con la tastiera. Comunque, la comunity di osu! ha trovato vari modi per supportare un Tatakon o un DrumCon invece del controller venduto insieme sul gioco per PlayStation 2 Taiko no Tatsujin. Di solito, uno script esterno è usato per configurare gli input del controller per far riconoscere al PC come tasti di una tastiera. Un PlayStation to USB Controller bridge è richiesto per adattare il controller al computer.
Quando si gioca la modalità Taiko, i colpi rosso e blu (con nomi tecnici rispettivamente Don e Ka) e i rulli di tamburo gialli (simili agli slider) che scorreranno da destra a sinistra dello schermo – il giocatore prende punti in base alla precisione del tempo del colpo. I colpi rossi rappresentano il centro del Taiko (tamburo) e i colpi blu le estremità. Gli spinner sono presenti anche nella modalità Taiko, e per completarli si dovrà alternare Don e Ka il più velocemente possibile (più è maggiore la velocità più saranno i punti attribuiti al giocatore). La parte sinistra dello schermo è un cerchio fermo. Il giocatore deve premere i tasti corrispondenti ai colpi colorati quando il colpo raggiunge il cerchio. Le configurazioni dei tasti possono essere modificate sotto Options>Input. Per quest funzione sono stati "inventati" dalla community di osu!taiko varie possibili configurazioni con le quali giocare, che sono (in ordine di popolarità e maggior uso): KDDK (o DKKD), DDKK (o KKDD) e DKDK (o KDKD). 
Per premere i colpi rossi, i giocatori devono colpire uno dei due pulsanti Taiko. Per i colpi blu, bisogna colpire i lati del Taiko. Quando un colpo grande passa sotto il cerchio, premendo entrambi i pulsanti dello stesso colore il giocatore guadagnerà punti extra bonus. Quando un colpo lungo passa sotto il cerchio, il giocatore deve premere a ritmo per ottenere punti bonus. Quando appare uno spinner, bisogna alternare la pressione dei pulsanti finché il numero sotto raggiunge lo 0.

### Catch the Beat
Questa modalità mette il giocatore a controllare un personaggio che regge un piatto sopra la sua testa, con l'obiettivo di raccogliere frutta che cade dalla parte superiore dello schermo.
I beats della modalità osu! sono semplicemente convertiti con della frutta. Gli slider hanno una frutta ad ogni fine dello slider e delle gocce di succo che collega i due punti di frutta. Le gocce di frutta più grandi sono gli slider tick, mentre quelle piccole aggiungono punteggio extra (e sono soggette alla precisione). Gli spinner sono delle banane che cadono; il giocatore non deve necessariamente raccogliere la frutta, ma più frutta prende più punti prende.
Oltre a muovere il personaggio, il giocatore dovrà (già da livelli piuttosto semplici del gioco) usufruire adeguatamente del Dash, che farà muovere il personaggio più velocemente, dato che i livelli avanzati di questa modalità vedono soggetti dei frutti che cadono a distanze elevate.

### osu!mania
osu!mania è una modalità simile a Beatmania IIDX e DJMax dove i giocatori devono premere diversi tasti in varie colonne a ritmo. Quando la musica viene riprodotta, le note scendono dalla parte superiore dello schermo in varie colonne dove il numero dipende dalla difficoltà della mappa. Quando una nota raggiunge il fondo della colonna, il giocatore deve premere il tasto corrispondente alla nota per prendere punti
Uno speciale set di mod è attivabile in osu!mania, chiamati 4K, 5K, 6K, 7K, 8K, sono disponibili anche unranked (senza essere classificate tra i punteggi globali) 1K, 2K, 3K e 9K. Di solito le beatmap sono pensate per essere giocate con un certo numero di tasti impostati dalla mappa; ma comunque queste mod possono modificare il numero di tasti modificando il punteggio, meno tasti meno punteggio più pulsanti più punteggio.

### Beatmaps
Questo gioco usa "beatmaps" create dagli utenti, che sono file che contengono i dati per giocare (MP3, posizione e tempo delle note ecc.). Create usando l'editor dentro nel gioco, quest'ultimo permette all'utente di aggiungere le proprie canzoni e aggiungerci le beats, creando una beatmap. Le beatmaps per le specifiche canzoni possono essere condivise usando il caricamento file che invia il file al sito di osu e crea una sezione sul forum automaticamente. Gli utenti possono fornire supporto alla beatmap, di solito consigliandogli modifiche e successivamente rese, se ben formate, classificate da dei Beatmap Nominator (colui che si occupa del ranking delle beatmap), se pensano che sia adatta, è approvata e ha una classifica, se non accettabili o mal formate si continua con una serie di "Mod" ovvero le modifiche apportate alla beatmap dagli utenti, senza di queste, dopo 30 giorni vengono trasferite tra le "Graveyard" ovvero le beatmap senza più interesse o senza possibilità di ranking. Le statistiche per ciascuna beatmap, conosciuta come "ranked" beatmap, è nel sito di osu!. I punteggi per ciascuna beatmap ranked sono totalizzati per determinare il rank del giocatore

### Multigiocatore
Il 3 giugno 2008, il multigiocatore è stato aggiunto della release ufficiale (b335). Il multiplayer consiste in una lobby centrale che mostra le stanze disponibili, e gli utenti online. Le stanze sono create con il pulsante "New Game". Una partita inizia quando tutti i giocatori cliccano "Ready". Il multigiocatore consiste nella modalità disponibile in singolo come osu!, ma con una lista di punteggi che mostra la posizione degli altri giocatori. Tutte le modalità (comprese Taiko, Catch the Beat e osu!mania) sono disponibili in multiplayer, insieme a regole varie, come punteggio osu!, dove il punteggio più alto vince, o osu! Standard Accuracy dove chi colpisce più precisamente le note vince. I giocatori possono anche giocare a tag co-op dove la stanza lavora come un team per completare una canzone e ad ogni giocatore viene assegnato un certo numero di note da eseguire ad ogni turno, 1 giocatore alla volta. Con la release b593a, il tag Team è stato introdotto dove i giocatori sono divisi in due team (Rosso e Blu) e il team che ha fatto più punti vince.